# Classification commune des actes médicaux
La classification commune des actes médicaux (CCAM) est une nomenclature de la Sécurité sociale française regroupant le codage des gestes pratiqués par les médecins, les chirurgiens-dentistes et les sages-femmes. Elle est constituée des gestes techniques dans un premier temps puis, par la suite, des actes intellectuels cliniques. Elle a succédé au catalogue des actes médicaux (CdAM) en milieu hospitalier et, pour les actes techniques des médecins, à la nomenclature générale des actes professionnels (NGAP) en secteur libéral et hospitalier.
Elle a été appelée un temps nomenclature commune des actes médicaux (NCAM). À terme elle devrait être étendue pour décrire l'ensemble des actes réalisés par les professionnels de santé et être renommée classification commune des actes de professionnels de santé (CCAPS).

## Objectifs
Cette classification sert à établir :
- en médecine libérale et en milieu hospitalier, les honoraires des actes techniques réalisés lors des consultations ;
- le seuil d’exonération du ticket modérateur pour les actes coûteux qui est passé en 2011 de 91 à 120 euros ;
- la participation forfaitaire de 18 euros à charge des patients pour les actes facturés plus de 120 euros, dits « couteux » (contre 91 euros avant 2011)[1] ;
- dans les cliniques privées, les honoraires pour les interventions réalisées ;
- dans les hôpitaux publics et privés, le PMSI et sa tarification des séjours hospitaliers transmis à l'assurance maladie dans le cadre de la T2A.

Le choix des actes de cette nomenclature revenait à la Commission d’évaluation des actes professionnels (CEAP) de la Haute autorité de santé actuellement transformée en commission nationale d’évaluation des dispositifs médicaux et des technologies de santé de la HAS (CNEDiMTS).
L'inspection générale des affaires sociales a établi en 2012 une évaluation de la tarification des soins hospitaliers et des actes médicaux qui esquisse la nomenclature des actes CCAM Cliniques. Détail de la procédure administrative HAS / UNCAM / UNOCAM / Ministère.
L'Observatoire de la CCAM (OCCAM), chargé depuis 2005 d’étudier l'impact de la CCAM technique et d'analyser l’évolution du coût de la pratique de tous les actes médicaux dans toutes les spécialités publiques et privées, est composé en nombre égal d’experts désignés par le directeur de l’UNCAM et par les syndicats professionnels.
La commission de hiérarchisation des actes et prestations des médecins (CHAPm) de l'Union nationale des caisses d'assurance maladie fixe et supervise les modalités d'application des tarifs.

## Élaboration
Les missions de la Commission Nationale d’Évaluation des Dispositifs Médicaux et des Technologies de Santé CNEDIMTS sont définies par le décret no 2004-1419 du 23 décembre 2004 relatif à la prise en charge des produits et prestations mentionnés à l’article L. 165-1 du code de la sécurité sociale sont :
1. rendre des avis en vue du remboursement de dispositifs médicaux ou d’autres produits à visée diagnostique, thérapeutique ou de compensation du handicap (à l’exclusion des médicaments) et des prestations qui leur sont associées ;
2. évaluer certaines catégories de dispositifs médicaux financées dans les prestations d'hospitalisation Intra-GHS et liste LPPR ;
3. procéder à la révision des descriptions génériques sur mandat du Collège de la HAS ;
4. évaluer les actes professionnels en vue de leur inscription à la classification commune des actes médicaux (CCAM) ;
5. examiner toute autre question relative à l'évaluation et au bon usage des dispositifs médicaux et technologies de santé, y compris ceux qui sont financés dans le cadre des prestations d'hospitalisation ;
6. contribuer au bon usage des actes professionnels des dispositifs médicaux et des prestations associées en publiant des fiches de bon usage.

## Structure
Dans sa version V2, la CCAM comprenait 7 623 codes. Chacun est accompagné d'un libellé destiné à préciser de manière univoque sa signification suivi par son tarif en euros et de précisions tarifaires.
| Libellé                          | Échographie-doppler transthoracique et échographie-doppler par voie œsophagienne du cœur et des vaisseaux intrathoraciques, avec injection intraveineuse de produit de contraste ultrasonore ne franchissant pas le poumon |
| Prix de l'acte                   | 148,76 € |
| Admission au remboursement       | Acte remboursable |
| Entente préalable                | - Cet acte n'est pas soumis à une entente préalable |
| Exonération du ticket modérateur | Acte pouvant être exonéré par la règle du seuil et exonérant alors la facture |
| Supplément de charges en cabinet | aucun |
| Majorations DOM                  | Guadeloupe : 1 — Martinique : 1 — Guyane : 1 — Réunion : 1 |
| Paiement séances/périodes        | aucun |
| Nature d'assurance permise       | AT - Accident du travail |
| Forfait techniques               | aucun |
| Frais de déplacement             | - Cet acte Autorise les frais de déplacement |
| Classe prescripteur permise      | TS - Toutes spécialités médicales |
| Classe exécutant permise         | TS - Toutes spécialités médicales |
| Classes de DMT                   | aucune |
| Agrément radio                   | aucun |
| Nombre max de séances / période  | aucun |
| Type d'acte                      | Procédure |
| Catégorie médicale               | 99 - Valeur sans signification |
| Code regroupement                | ADE - Acte d'échographie |
| Code extension documentaire      | aucun |
| Sexe compatible                  | Sans objet |
| Date de création                 | 1er mars 2005 |
| Date de fin                      | aucune |
| Date d'effet                     | 1er septembre 2005 |

### Code principal
Codage explicite hiérarchique. Ce code et/ou son intitulé en présence de donnée nominative peut altérer la protection des personnes et lever la confidentialité de ceux qui se confient aux organismes et organisation de soins.
Chaque code est composé de quatre lettres et de trois chiffres.
- La première lettre désigne un grand appareil anatomique ;
- La seconde lettre précise l'organe (ou la fonction) dans l'appareil correspondant à la première lettre ;
- La troisième lettre désigne l'action effectuée ;
- La quatrième lettre identifie la voie d'abord ou la technique utilisée.

Les trois chiffres suivants servent à différencier les actes possédant quatre lettres clefs identiques.
par exemple : HHFA001 : Appendicectomie, par abord de la fosse iliaque
```
                      HH . F        A . 001
                      Topographie Action Technique Compteur
```

### CCAM hiérarchique
Les codes CCAM sont également structurés dans un arborescence dont le premier niveau comporte 19 chapitres, organisés principalement par grande structure anatomique ou fonctionnelle :
01. système nerveux central, périphérique et autonome ;
02. œil et annexes ;
03. oreille ;
04. appareil circulatoire ;
05. système immunitaire et système hématopoïétique ;
06. appareil respiratoire ;
07. appareil digestif ;
08. appareil urinaire et génital ;
09. actes concernant la procréation, la grossesse et le nouveau-né ;
10. glandes endocrines et métabolisme ;
11. appareil ostéoarticulaire et musculaire de la tête ;
12. appareil ostéoarticulaire et musculaire du cou et du tronc ;
13. appareil ostéoarticulaire et musculaire du membre supérieur ;
14. appareil ostéoarticulaire et musculaire du membre inférieur ;
15. appareil ostéoarticulaire et musculaire, sans précision topographique ;
16. système tégumentaire - glande mammaire ;
17. actes sans précision topographique ;
18. anesthésies complémentaires et gestes complémentaires ;
19. adaptations pour la CCAM transitoire.
Le second niveau sépare les actes diagnostiques et thérapeutiques, il est éventuellement suivi d'un ou plusieurs sous-niveaux.

## Modificateurs et association d'actes
Certains actes peuvent recevoir en plus de leur code principal une ou plusieurs précisions appelées Modificateurs.
Un modificateur est une information associée à un libellé qui identifie un critère particulier pour la réalisation d'un acte ou pour sa valorisation. Il s'applique à une liste précise d'actes. Les modificateurs autorisés sont mentionnés explicitement en regard de chacun des actes concernés. L'application d'un modificateur conduit à une majoration du tarif de l'acte. Seuls peuvent être facturés les modificateurs se rapportant à des actes ayant un tarif. La description de ces modificateurs figure à l’article III-2 du Livre III des dispositions générales officielles. Quatre modificateurs au plus peuvent être tarifés par acte.
Dans le cadre de la tarification, l'association d’actes correspond à la réalisation de plusieurs actes, dans le même temps, pour le même patient, par le même médecin, dans la mesure où il n’existe pas d’incompatibilité entre ces actes. Les codes 1,2,3,4 ou 5 et leurs taux d'application de ces associations sont mentionnés à l'article III-3 du Livre III.

## Versions de la CCAM
La version de la « CCAM technique » CCAM version 39.10 de décembre 2014 et son correctif de la v 39 impose
- une modification de la structure technique de cette classification ;
- la mise en œuvre au 01/01/2015 du tarif cible de 3,763 codes actes/activités/phases pour les médecins de secteur 1 et 2 adhérents au CAS ;
- la suppression des modificateurs O, X, I et 9.

La « CCAM clinique » relative aux activités intellectuelles c'est-à-dire sans instrument ou geste technique, prévue par la convention médicale de 2005, devait démarrer avant 2007. Une enquête IFOP auprès de cliniciens a été annoncée pour la fin 2010.

## Historique des versions
Historique des versions :
- CCAM V55, 4 janvier 2019
- CCAM V54.10, 1er novembre 2018
- CCAM V54, 1er septembre 2018
- CCAM V53, 14 juillet 2018
- CCAM V43, 9 avril 2016
- CCAM V42.5 11 et 17 mars 2016
- CCAM V41, 12 novembre 2015
- CCAM V40, 1er juillet 2015
- CCAM V39.10, 1er janvier 2015
- CCAM V39, 1er janvier 2015
- CCAM V38, 18 décembre 2014
- CCAM V37.01, 1er septembre 2014
- CCAM V37, 1er septembre 2014
- CCAM V36, 1er juin 2014
- CCAM V35 refonte au 1er juin 2014 des actes d'anatomie et cytologie pathologiques ;
- CCAM V34 instaure au 1er juin 2014 les activités bucco-dentaires avec 224 nouveaux actes plus 13 nouveaux codes regroupement et localisations dentaires ;
- CCAM V33 permet au 10 mars 2014 de se servir de deux nouveaux actes et modifie les notices de trois autres actes ;
- CCAM V32 en vigueur le 8 décembre pour les actes du thermalisme et le vendredi 27 décembre 2013 pour tout le reste (voir ci-dessus) ;
- CCAM V31 au 1er juillet 2013, quatre nouveaux modificateurs, elle modifie le libellé du modificateur K et le tarif d'actes d'imagerie et de séance d'acupuncture et un supplément est supprimé ;
- CCAM V30 met en œuvre au 15 juin 2013 une modification de note de facturation d’une subdivision ainsi qu'un ajout de suppléments et geste complémentaires à deux actes ;
- CCAM V29 permet la mise en œuvre au 14 décembre 2012 de modifications de notes d'indication (ajout pour cinq actes, suppression pour deux actes, modification pour quatre actes et un modificateur), de modifications de libellés pour six actes et un modificateur ;
- CCAM V28 pour application le 7 juillet 2012 le fichier des modifications comporte 100 radiations et 280 introductions ;
- CCAM V27 permet la mise en œuvre au 31 mars 2012 de la baisse des tarifs de cinq actes ;
- CCAM V25 du 9 janvier 2012 avec réintroduction du supplément pour archivage numérique des images scanographiques et remnographiques en vue de leur accès immédiat ou différé ;
- CCAM V24 avec date d'effet le 18 juin 2011 (11 nouveaux actes) ;
- CCAM V23.01 selon la CNAMTS en février 2011 ;
- CCAM V23 du 25 janvier 2011 Journal officiel du 26 décembre 2010 applicable à compter du 25 janvier 2011 ;
- CCAM V22 du 30 septembre 2010 (chirurgie bariatrique, médecine hyperbare, assistance respiratoire, etc.) ;
- CCAM V21 du 25 mai 2010 (refonte des actes d'anatomie cytopathologique) ;
- CCAM V20 du 1er mai 2010 (refonte de la radiothérapie externe) ;
- CCAM V19 du 1er février 2010 ;
- CCAM V18 du 1er janvier 2010 ;
- CCAM V17 du 19 octobre 2009 ;
- CCAM V16 du 28 mai 2009 ;
- CCAM V15 du 21 décembre 2008 (12 001 codes actes) ;
- CCAM V14 du 16 octobre 2008 ;
- CCAM V13 du 1er mai 2008 ;
- CCAM V12 du 14 mars 2008 ;
- CCAM V11 du 28 décembre 2007 (7 838 changements de tarifs par rapport à la version 10) ;
- CCAM V10 du 12 septembre 2007 ;
- CCAM V9 du 28 juin 2007 ;
- CCAM V8 du 16 mai 2007 ;
- CCAM V7 du 16 avril 2007 ;
- CCAM V6 du 16 septembre 2006 ;
- CCAM V2 du 1er septembre 2005 ;
- CCAM V1 du 25 mars 2005 ;
- CCAM V0bis du 27 novembre 2003 ;
- CCAM V0 de 2002.

## Autres nomenclatures d'actes au sens large
- Allemagne : Gebührenordnung für Ärzte (de) (GOÄ)
- Australie : medicare benefits schedule book MBS
- Belgique : nomenclature des prestations de santé de l'institut national d'assurance maladie invalidité
- États-Unis : current procedural terminology (en) (CPT)
- Suisse : Tarmed
- CCAM clinique en préparation
- Le Catalogue spécifique des actes de rééducation et réadaptation destiné à décrire et coder l’activité des professionnels concernés dans les établissements de soins de suite et de réadaptation (SSR). Le CSARR concerne la description des actes de rééducation et réadaptation à l'exclusion des actes relevant de la seule responsabilité médicale qui sont décrits dans la classification commune des actes médicaux (CCAM).
- Professions de santé ou assimilés, hors médecin, qui réalisent des actes avec leur code professionnel : 21, infirmier ; 22, masseur kinésithérapeute ; 23, pédicure - podologue ; 24, orthophoniste ; 25, orthoptiste ; 26, diététicien ; 27, ergothérapeute ; 28, psychomotricien ; 29, (neuro)psycho-rééducateur ; 30, psychologue ; 31, orthoprothésiste ; 32, podo-orthésiste ; 41, manipulateur en électroradiologie ; 61, éducateur spécialisé ; 62, assistant de service social ; 63, éducateur jeunes enfants ; 64, animateur ; 65, moniteur atelier ; 66, moniteur éducateur ; 67, enseignant général ; 68, instituteur spécialisé ; 69, éducateur sportif ; 70, enseignant en activité physique adaptée ; 71, ergonome ; 72, psychotechnicien ; 73, conseiller en économie sociale et familiale ; 74, documentaliste ; 75, moniteur auto-école ; 88, autre intervenant.